# Iso-Vänttäläinen
Iso-Vänttäläinen eller Väntäläinen är en sjö i Finland. Den ligger i kommunen Lestijärvi i landskapet Mellersta Österbotten, i den centrala delen av landet, 400 km norr om huvudstaden Helsingfors. Iso-Vänttäläinen ligger 174 meter över havet. Arean är 35,8 hektar och strandlinjen är 3 kilometer lång. Sjön  ingår i Kalajoki älvs huvudavrinningsområde.   Den ligger vid sjöarna Nuoranen och Harjuntakanenjärvi. I omgivningarna runt Iso-Vänttäläinen växer i huvudsak blandskog.